# ジョン・ウェズリー・ハーディング
『ジョン・ウェズリー・ハーディング』（英: John Wesley Harding）は、ボブ・ディランが1967年に発表した8作目のスタジオ・アルバム。
ビルボード・トップ LP's チャートで最高2位、全英アルバム・チャートで1位を記録した。RIAAによりプラチナ・ディスクに認定されている。
『ローリング・ストーン』誌が選んだ「オールタイム・グレイテスト・アルバム500」（2012年版）において303位にランクインした。

## 解説
モーターサイクル事故後、隠遁生活を送っていたディランによる、久々のオリジナル・アルバムは、従来の攻撃的な音が影を潜めた渋いものとなった。ディランのフォーク回帰も囁かれたが、以前のプロテストソングのような直接的な表現は見られない。
1967年10月17日、11月6日、11月29日にテネシー州ナッシュビルのコロムビア・スタジオでレコーディングは行われた。同年12月27日にアルバム『ジョン・ウェズリー・ハーディング』は発売された。
アルバムタイトルの「ジョン・ウェズリー・ハーディング」は実在したアウトロー、ジョン・ウェズリー・ハーディンから採ったとされるが、米史上最悪の大統領の一人とされるウォレン・ハーディングのことを示しているとも言われている。
漂流者・移民・ペテン師・泥棒・ホーボーなど、疎外された者の立場から歌われる作品が多く、療養生活を契機とした原点回帰志向を示すものと考えられる。「見張塔からずっと」はディランの社会観を切り詰めた歌詞と冴えた旋律で集約したもので彼の代表作の一つとされる。多くのミュージシャンにカバーされ、特にジミ・ヘンドリックスの『エレクトリック・レディランド』（1968年）におけるバージョンが有名でディラン自身が以後の演奏ではこのバージョンを参考にしている。また、「あわれな移民」も哀調を帯びたワルツに乗せて疎外された内面の矛盾を深く描いた秀作である。
「聖オーガスチンを夢で見た」は隠遁中にザ・バンドとともに録音された「アカプルコに行こう」を基としている。原曲はアルバム『地下室（ザ・ベースメント・テープス）』（1975年）に収録。
「拝啓地主様」はディランが遭遇した強欲な音楽関係者を諷したものと言われている。
「入り江に沿って」と「アイル・ビー・ユア・ベイビー・トゥナイト」はカントリー音楽の影響が強く、次作の『ナッシュヴィル・スカイライン』（1969年）の序奏ともいうべきものである。

## 収録曲

### Side 1
1. ジョン・ウェズリー・ハーディング - John Wesley Harding - 2:58
2. ある朝でかけると - As I Went Out One Morning - 2:49
3. 聖オーガスティンを夢でみた - I Dreamed I Saw St. Augustine - 3:53
4. 見張塔からずっと - All Along the Watchtower - 2:31
5. フランキー・リーとジュダス・プリーストのバラッド - The Ballad of Frankie Lee and Judas Priest - 5:35
6. 漂流者の逃亡 - Drifter's Escape - 2:52

### Side 2
1. 拝啓地主様 - Dear Landlord - 3:16
2. おれはさびしいホーボー - I Am a Lonesome Hobo - 3:19
3. あわれな移民 - I Pity the Poor Immigrant - 4:12
4. 悪意の使者 - The Wicked Messenger - 2:02
5. 入江にそって - Down Along the Cove - 2:23
6. アイル・ビー・ユア・ベイビー・トゥナイト - I'll Be Your Baby Tonight - 2:34

## パーソネル
- ボブ･ディラン - ギター、ハーモニカ、ピアノ、キーボード、ボーカル
- Pete Drake - スティール・ギター
- Charlie McCoy - ベース
- Kenneth A. Buttrey - ドラムス
- ボブ・ジョンストン - プロデューサー
- Charlie Bragg - エンジニア
- John Berg - カバー写真

## 反響・評価
アルバムは、1968年2月17日付『ビルボード』誌「トップ LP's」チャートで最高2位、全英アルバム・チャートで1位を記録した。アメリカ・レコード協会 RIAA により1968年3月19日にゴールド・ディスク、2001年8月16日にプラチナ・ディスクに認定されている。
『ローリング・ストーン』誌が2003年に選んだ「オールタイム・グレイテスト・アルバム500」では301位にランクされている。

## チャート
| 年     | チャート                      | 最高順位 |
| ------ | ----------------------------- | -------- |
| 1968年 | ビルボード・トップ LP's 160   | 2        |
| 1968年 | 全英アルバム・チャート Top 75 | 1        |

## リリース
アメリカ
| 日付           | レーベル | フォーマット | カタログ番号 | 付記     |
| -------------- | -------- | ------------ | ------------ | -------- |
| 1967年12月27日 | Columbia | LP           | CL 2804      | モノラル |
| 1967年12月27日 | Columbia | LP           | CS 9604      | ステレオ |
|                | Columbia | CD           | CK           |          |

日本
2004年、再発CDがオリコン・チャートで最高261位を記録した。
| 日付           | レーベル            | フォーマット | カタログ番号 | 付記                                    |
| -------------- | ------------------- | ------------ | ------------ | --------------------------------------- |
| 1968年6月      | CBS／日本コロムビア | LP           | YS-948-C     |                                         |
| 1969年         | CBSソニー           | LP           | SONP-50140   |                                         |
| 1974年         | CBSソニー           | LP           | SOPL-226     |                                         |
| 1976年         | CBSソニー           | LP           | 25AP 277     |                                         |
| 1987年8月26日  | CBSソニー           | CD           | 28DP 1025    | CBS CD ROCK 100                         |
| 1991年12月1日  | ソニー              | CD           | SRCS 6158    | NICE PRICE LINE                         |
| 2003年11月19日 | ソニー              | SACD HYBRID  | MHCP-10007   |                                         |
| 2004年8月18日  | ソニー              | CD           | MHCP-374     | 紙ジャケ、完全生産限定盤、オリコン261位 |
| 2005年8月24日  | ソニー              | CD           | MHCP-808     | 2003年デジタル・リマスター              |
| 2009年8月26日  | ソニー              | Blu-spec CD  | SICP-20219   |                                         |